# Vogel Phönix
Vogel Phönix ist ein Märchen (ATU 461). Es stand in den Kinder- und Hausmärchen der Brüder Grimm nur in der 1. Auflage von 1812 an Stelle 75 (KHM 75a).

## Inhalt
Ein Reicher findet ein Kind in einem Kasten im Fluss und zieht es auf, aber sein Verwalter setzt es in einem Boot wieder aus. So kommt der Bub zum Müller. Als ihn der Verwalter dort findet, schickt er ihn mit einem Brief zu seiner Frau, dass sie ihn sofort töten lassen soll. Er begegnet unterwegs einem alten Mann, der den Brief umdreht, dass er jetzt die Tochter zur Frau bekommt. Doch der Verwalter lässt ihn erst drei Federn vom Vogel Phönix holen. Der Jüngling trifft wieder den Alten, der ihn weitergehen lässt zu zwei Tauben auf einem Baum. Die eine sagt ihm, wo ein Tor liegt, die andere, dass der goldene Schlüssel dazu unter dem Baum vergraben ist. Hinter dem Tor sagt ihm einer von zwei Männern den Weg zum Schloss hinter dem Berg. Ein Mütterchen versteckt ihn unter dem Tisch und reißt dem menschenfressenden Phönix beim Kämmen drei Federn aus, damit bekommt er seine Braut.

## Herkunft
Die Brüder Grimm erhielten den Text 1812 von Marie Hassenpflug. Später wird er nur noch in der Anmerkung zu dem ähnlichen KHM 29 Der Teufel mit den drei goldenen Haaren als andere Erzählung aus den Maingegenden erwähnt. Vgl. KHM 165 Der Vogel Greif.
Vgl. in Giambattista Basiles Pentameron III,2 Penta Ohne-Hände, IV,6 Die drei Kronen, IV,8 Die sieben Täublein.

## Film
- Die Pfauenfeder, Spielfilm, 100 min., ČSSR 1987, Regie: Petr Weigl, mit Eva Vejmělková als Prinzessin